# John Warnock

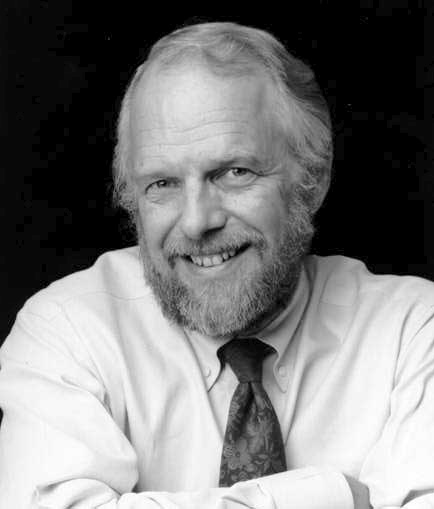
John Warnock, 2008

John Edward Warnock (Salt Lake City (Utah), 6 oktober 1940 – Los Altos (Californië), 19 augustus 2023) was een Amerikaans uitvinder en ondernemer. Hij is wellicht het meest bekend als mede-oprichter van Adobe Systems en als mede-uitvinder, samen met zijn zakenpartner Charles Geschke, van PostScript en portable document format (PDF).

## Loopbaan
Warnock studeerde aan de Universiteit van Utah en behaalde meerdere diploma's.
In 1978 werd Warnock ingehuurd door Xerox, waar hij Geschke leerde kennen. Uit hun samenwerking ontstond het bedrijfje Adobe Systems, in 1982.
In 1986 ontwikkelde Warnock een tekenprogramma voor zijn vrouw, dat in 1987 werd uitgebracht als Illustrator. In 1990 bracht hij samen met Geschke Photoshop uit.

## Privé
Warnock werd geboren en groeide op in Salt Lake City. Hij behaalde zijn diploma aan de Olympus High School in 1958.
Met zijn vrouw Marva kreeg hij drie kinderen.
Warnock overleed op 19 augustus 2023 aan alvleesklierkanker.
- Association for Computing Machinery: 81100406185
- DBLP: w/JohnEWarnock
- Gemeinsame Normdatei: 141422599
- International Standard Name Identifier: 0000 0001 2210 7472
- Library of Congress Control Number: n2008085634
- Nationale Bibliotheek van Tsjechië: jx20100531008
- ORCID: 0000-0002-8967-0160
- SNAC: w6hb6nkp
- Système universitaire de documentation: 149114192
- Virtual International Authority File: 46243133
- WorldCat: E39PBJx8GJjkkPW64yWc64v8md